# Stephen Adams
Stephen Adams (Kumasi, 28 september 1984) is een Ghanees voormalig voetballer die speelde als doelman. Tussen 2004 en 2021 was hij actief voor Real Sportive, Aduana Stars, Nkana, Great Olympics en Karela United. Adams maakte in 2014 zijn debuut in het Ghanees voetbalelftal en kwam uiteindelijk tot elf interlandoptredens.

## Clubcarrière
Adams was actief in de jeugdopleiding van Great Ambassadors en brak door in het Ghanese voetbal als doelman bij Real Sportive. In 2009 verkaste hij naar Aduana Stars en in zijn eerste seizoen haalde de club het eerste landskampioenschap in de clubgeschiedenis binnen. Via het Zambiaanse Nkana kwam Adams in juli 2019 terecht bij Great Olympics. Na een jaar bij die club vertrok hij weer. Begin 2021 vond de doelman een nieuwe werkgever in Karela United. Later dat jaar besloot hij op zevenendertigjarige leeftijd een punt achter zijn actieve loopbaan te zetten.

## Interlandcarrière
Adams maakte zijn debuut voor het Ghanees voetbalelftal op 4 januari 2014, toen er met 0–1 werd gewonnen van Namibië. Tijdens het African Championship of Nations 2014 was Adams eerste doelman van Ghana en wisten The Black Stars tweede te worden. Op 1 juni 2014 werd bekend dat de doelman was opgeroepen voor de Ghanese selectie op het WK 2014 in Brazilië. Tijdens dit toernooi fungeerde hij als reservedoelman en hij kwam niet in actie.
| Interlands van Stephen Adams voor Ghana | Interlands van Stephen Adams voor Ghana | Interlands van Stephen Adams voor Ghana | Interlands van Stephen Adams voor Ghana | Interlands van Stephen Adams voor Ghana | Interlands van Stephen Adams voor Ghana | Interlands van Stephen Adams voor Ghana |
| №                                       | Datum                                   | Wedstrijd                               | Uitslag                                 | Competitie                              | Goals                                   |                                         |
| Als speler bij Aduana Stars             | Als speler bij Aduana Stars             | Als speler bij Aduana Stars             | Als speler bij Aduana Stars             | Als speler bij Aduana Stars             | Als speler bij Aduana Stars             |                                         |
| --------------------------------------- | --------------------------------------- | --------------------------------------- | --------------------------------------- | --------------------------------------- | --------------------------------------- | --------------------------------------- |
| 1                                       | 4 januari 2014                          | Namibië – Ghana                         | 0 – 1                                   | Vriendschappelijk                       |                                         |                                         |
| 2                                       | 13 januari 2014                         | Ghana – Congo-Brazzaville               | 1 – 0                                   | AFCON 2014                              |                                         |                                         |
| 3                                       | 17 januari 2014                         | Ghana – Libië                           | 1 – 1                                   | AFCON 2014                              |                                         |                                         |
| 4                                       | 21 januari 2014                         | Ethiopië – Ghana                        | 0 – 1                                   | AFCON 2014                              |                                         |                                         |
| 5                                       | 26 januari 2014                         | Ghana – Congo-Kinshasa                  | 1 – 0                                   | AFCON 2014                              |                                         |                                         |
| 6                                       | 29 januari 2014                         | Nigeria – Ghana                         | 0 – 0                                   | AFCON 2014                              |                                         |                                         |
| 7                                       | 1 februari 2014                         | Libië – Ghana                           | 0 – 0                                   | AFCON 2014                              |                                         |                                         |
| 8                                       | 10 september 2014                       | Togo – Ghana                            | 2 – 3                                   | AK 2015 kwalificatie                    |                                         |                                         |
| 9                                       | 11 oktober 2014                         | Guinee – Ghana                          | 1 – 1                                   | AK 2015 kwalificatie                    |                                         |                                         |
| 10                                      | 15 oktober 2014                         | Ghana – Guinee                          | 3 – 1                                   | AK 2015 kwalificatie                    |                                         |                                         |
| 11                                      | 27 mei 2015                             | Zambia – Ghana                          | 3 – 0                                   | COSAFA Cup 2015                         |                                         |                                         |